# Гипокрея лимонно-жёлтая
Гипо́крея лимо́нно-жёлтая (лат. Trichodérma citrínum) — вид грибов-аскомицетов, относящийся к роду Триходерма (Trichoderma) семейства Гипокрейные (Hypocreaceae). Широко известен по ранее употреблявшемуся названию телеоморфы Hypócrea citrína, в то время как анаморфа ранее именовалась Trichodérma lácteum.
Телеоморфа, преобладающая в цикле развития, часто встречается на разлагающейся древесине, иногда — на плодовых телах различных грибов.

## Описание
Телеоморфа образует крупные стромы неправильной формы 1—40 см в поперечнике, окрашенные в беловатые, лимонно-жёлтые, бледно-коричневые тона. Отверстия перитециев коричневые. Аски 93—115 × 5,3—6,3 мкм, восьмиспоровые. Аскоспоры неокрашенные, бородавчатые до шиповатых, двуклеточные, быстро распадающиеся на неравные клетки.
Колонии анаморфы на картофельно-декстрозном агаре на третьи сутки около 5,5 см в диаметре, с густым мицелием, состоящим из толстых гиф, с обильным воздушным мицелием. В среду выделяется жёлтый или оранжевый растворимый пигмент. Конидиальное спороношение в культуре наблюдается на 3-и сутки роста, беловатое, широко распространённое по воздушному мицелию.
На кукурузно-декстрозном агаре колонии на третьи сутки 4—5 см в диаметре, тонкие, с едва заметным мицелием. Спороношение необильное проявляется на 4—6-е сутки, внешне незаметное.
Конидиеносцы обычно неразветвлённые, с мутовками фиалид. Фиалиды одиночные, парные, в мутовках по 3—5, расходящиеся, прямые, шиловидные, в конечных мутовках часто загнутые, 12—34 × 3—4,5 мкм. Конидии неокрашенные, почти шаровидные до эллипсоидальных, реже почти цилиндрические, 3,3—8 × 3—4,2 мкм, гладкостенные.

## Экология
Широко распространённый в Северном полушарии вид, встречающийся наиболее часто в основаниях пней и стволов погибших деревьев, распространяется на окружающую почву и растительные остатки, также на окружающие живые растения. Характерен для хвойных лесов.

## Таксономия
Trichoderma citrinum (Pers.) Jaklitsch, W.Gams & Voglmayr, Mycotaxon 126: 147 (2014). — Sphaeria citrina Pers., Obs. Mycol. 1: 68 (1796) : Fr., Syst. Mycol. 2: 337 (1823).